# Пладеменаж
Пладеменаж (фр. plat-de-ménage — поднос, поддон, от plat — блюдо и ménage — хозяйство) — столовый прибор, чаще из серебра, характерный для придворного искусства Франции XVIII века. Представляет собой большой поддон, на котором установлены ваза для фруктов или сладостей, а также ароматницы, солонки, хрустальные ёмкости для специй, подсвечники. Вся композиция украшена скульптурками, рельефами, миниатюрными балдахинами и иными причудами. Пладеменаж в качестве настольного украшения являлся непременной частью больших парадных сервизов, в отдельных случаях выполняя функцию центрального элемента композиции стола — сюрту-де-табль («середина стола»).
В собрании петербургского Эрмитажа имеется большой серебряный пладеменаж (1727—1728) работы знаменитого французского мастера Клода Баллена Второго, поставщика короля Людовика XV.